# Dulova Ves
Dulova Ves (en húngaro: 'Sósgyülvész') es un municipio del distrito de Prešov en la región de Prešov, Eslovaquia, con una población estimada a final del año 2024 de 1870 habitantes.
Se encuentra ubicado en el centro-sur de la región, en el valle del río Torysa (cuenca hidrográfica del río Tisza) y cerca de la frontera con la región de Košice.

## Demografía
| Año        | 1994 | 2004     | 2014     | 2024      |
| ---------- | ---- | -------- | -------- | --------- |
| Población  | 532  | 612      | 870      | 1870      |
| Diferencia |      | +15,03 % | +42,15 % | +114,94 % |

| Año        | 2023 | 2024    |
| ---------- | ---- | ------- |
| Población  | 1833 | 1870    |
| Diferencia |      | +2,01 % |